# Emanuele Ndoj
Emanuele Ndoj (ur. 20 listopada 1996 w Katanii) – albański piłkarz włoskiego pochodzenia grający na pozycji środkowego pomocnika. W sezonie 2023/2024 występuje w klubie Catania.

## Kariera juniorska
Ndoj jako junior grał dla Calcio Padova (2012–2014) oraz dla AS Romy (2014–2016).

## Kariera seniorska

### Brescia Calcio
Ndoj trafił do Brescii Calcio 31 stycznia 2016 roku. Pozostał on jednak w młodzieżowej drużynie AS Romy do 30 czerwca 2016 na wypożyczeniu. Piłkarz ten zadebiutował dla Brescii 7 sierpnia 2016 roku w meczu Pucharu Włoch z AC Pisa 1909 (przeg. 0:2). Pierwszą bramkę zawodnik ten zdobył 1 maja 2018 roku w przegranym 1:2 spotkaniu przeciwko Frosinone Calcio. Do 4 września 2021 roku dla Brescii Calcio Albańczyk rozegrał 108 meczów, strzelając 9 goli.
Ndoj pod koniec stycznia 2017 roku miał podpisać kontrakt z Bologną FC. Do transferu jednak nie doszło.

## Kariera reprezentacyjna
| Mecze i gole w reprezentacji | Mecze i gole w reprezentacji | Mecze i gole w reprezentacji | Mecze i gole w reprezentacji | Mecze i gole w reprezentacji | Mecze i gole w reprezentacji | Mecze i gole w reprezentacji | Mecze i gole w reprezentacji                  |
| Albania U-17                 | Albania U-17                 | Albania U-17                 | Albania U-17                 | Albania U-17                 | Albania U-17                 | Albania U-17                 | Albania U-17                                  |
| Lp.                          | Data                         | Miejsce                      | Gospodarz                    | Gość                         | Wynik                        | Gol                          | Rozgrywki                                     |
| ---------------------------- | ---------------------------- | ---------------------------- | ---------------------------- | ---------------------------- | ---------------------------- | ---------------------------- | --------------------------------------------- |
| 1.                           | 20.10.2012                   | Telkibánya                   | Węgry U-17                   | Albania U-17                 | 1:0                          |                              | Mistrzostwa Europy U-17 2013 – eliminacje     |
| 2.                           | 23.10.2012                   | Telkibánya                   | Liechtenstein U-17           | Albania U-17                 | 0:6                          |                              | Mistrzostwa Europy U-17 2013 – eliminacje     |
| Albania U-19                 |                              |                              |                              |                              |                              |                              |                                               |
| Lp.                          | Data                         | Miejsce                      | Gospodarz                    | Gość                         | Wynik                        | Gol                          | Rozgrywki                                     |
| 1.                           | 14.11.2014                   | Parchal                      | Portugalia U-19              | Albania U-19                 | 4:1                          |                              | Mistrzostwa Europy U-19 2015 – runda elitarna |
| 2.                           | 17.11.2014                   | Parchal                      | Walia U-19                   | Albania U-19                 | 2:1                          |                              | Mistrzostwa Europy U-19 2015 – runda elitarna |
| 3.                           | 17.12.2014                   | Viterbo                      | Włochy U-19                  | Albania U-19                 | 3:1                          |                              | Mecz towarzyski                               |
| Albania U-21                 |                              |                              |                              |                              |                              |                              |                                               |
| Lp.                          | Data                         | Miejsce                      | Gospodarz                    | Gość                         | Wynik                        | Gol                          | Rozgrywki                                     |
| 1.                           | 25.03.2017                   | Elbasan                      | Albania U-21                 | Mołdawia U-21                | 0:0                          |                              | Mecz towarzyski                               |
| 2.                           | 27.03.2017                   | Tirana                       | Albania U-21                 | Mołdawia U-21                | 2:0                          |                              | Mecz towarzyski                               |
| 3.                           | 31.08.2017                   | Lurgan                       | Irlandia Północna U-21       | Albania U-21                 | 1:0                          |                              | Mistrzostwa Europy U-21 2019 – eliminacje     |
| 4.                           | 04.09.2017                   | Reykjavík                    | Islandia U-21                | Albania U-21                 | 2:3                          |                              | Mistrzostwa Europy U-21 2019 – eliminacje     |
| 5.                           | 10.11.2017                   | Tirana                       | Albania U-21                 | Irlandia Północna U-21       | 1:1                          |                              | Mistrzostwa Europy U-21 2019 – eliminacje     |
| 6.                           | 23.03.2018                   | Tirana                       | Albania U-21                 | Słowacja U-21                | 2:3                          |                              | Mistrzostwa Europy U-21 2019 – eliminacje     |
| 7                            | 27.03.2018                   | Żylina                       | Słowacja U-21                | Albania U-21                 | 4:1                          |                              | Mistrzostwa Europy U-21 2019 – eliminacje     |
| Albania                      |                              |                              |                              |                              |                              |                              |                                               |
| Lp.                          | Data                         | Miejsce                      | Gospodarz                    | Gość                         | Wynik                        | Gol                          | Rozgrywki                                     |
| 1.                           | 29.05.2018                   | Zurych                       | Kosowo                       | Albania                      | 3:0                          |                              | Mecz towarzyski                               |
| 2.                           | 03.06.2018                   | Szkodra                      | Albania                      | Ukraina                      | 1:4                          | Gol                          | Mecz towarzyski                               |
| 3.                           | 10.09.2018                   | Glasgow                      | Szkocja                      | Albania                      | 2:0                          |                              | Liga Narodów UEFA (2018/2019)                 |
| 4.                           | 10.10.2018                   | Elbasan                      | Albania                      | Jordania                     | 0:0                          |                              | Mecz towarzyski                               |
| 5.                           | 08.06.2019                   | Reykjavík                    | Islandia                     | Albania                      | 1:0                          |                              | Mistrzostwa Europy 2020 – eliminacje          |
| 6.                           | 14.11.2019                   | Elbasan                      | Albania                      | Andora                       | 2:2                          |                              | Mistrzostwa Europy 2020 – eliminacje          |

## Sukcesy
Sukcesy w karierze klubowej:
- Serie B – 1x, z Brescią Calcio, sezon 2018/2019
- Młodzieżowy Mistrz Włoch – 1x, AS Roma (młodzież), sezon 2015/2016